# Премія Асоціації кінокритиків Лос-Анджелеса за найкращу музику
Премія Асоціації кінокритиків Лос-Анджелеса за найкращу музику (англ. Los Angeles Film Critics Association Award for Best Music) — це одна з щорічних нагород, яку щорічно призначає Асоціація кінокритиків Лос-Анджелеса.

## Переможці

### 1970-ті роки
| Церемонія   | Композитор(и)   | Фільм                               | Оригінальна назва                    |
| ----------- | --------------- | ----------------------------------- | ------------------------------------ |
| 2-га (1976) | Бернард Герман  | Таксист                             | Taxi Driver                          |
| 3-тя (1977) | Джон Вільямс    | Зоряні війни. Епізод IV. Нова надія | Star Wars: Episode IV — A New Hope   |
| 4-та (1978) | Джорджо Мородер | Опівнічний експрес                  | Midnight Express                     |
| 5-та (1979) | Кармаїн Копола  | Пригоди чорного жеребця             | The Adventures of the Black Stallion |

### 1980-ті роки
| Церемонія    | Композитор(и)                | Фільм                  | Оригінальна назва                 |
| ------------ | ---------------------------- | ---------------------- | --------------------------------- |
| 6-та (1980)  | Рі Кудер                     | Ті, що скачуть здалеку | The Long Riders                   |
| 7-ма (1981)  | Ренді Ньюман                 | Регтайм                | Ragtime                           |
| 8-ма (1982)  | Джеймс Горнер                | 48 годин               | 48 Hrs.                           |
| 9-та (1983)  | Філіп Ґласс                  | Кояніскаці             | Koyaanisqatsi                     |
| 10-та (1984) | Енніо Морріконе              | Одного разу в Америці  | C'era una volta in America        |
| 11-та (1985) | Тору Такеміцу                | Ран                    | 乱                                |
| 12-та (1986) | Гербі Генкок                 | Опівнічний джаз        | Round Midnight / Autour de minuit |
| 13-та (1987) | David Byrne, 坂本 龍一, 蘇聰 | Останній імператор     | The Last Emperor                  |
| 14-та (1988) | Марк Ішем                    | Модерністи             | The Moderns                       |
| 15-та (1989) | Біл Лі                       | Поступайте правильно   | Do the Right Thing                |

### 1990-ті роки
| Церемонія    | Композитор(и)                  | Фільм                                          | Оригінальна назва                  |
| ------------ | ------------------------------ | ---------------------------------------------- | ---------------------------------- |
| 16-та (1990) | Річард Горовиць Рюїті Сакамото | Розколоте небо                                 | The Sheltering Sky                 |
| 17-та (1991) | Збігнев Прайснер               | Подвійне життя Вероніки                        | The Double Life of Veronique       |
| 17-та (1991) | Збігнев Прайснер               | Ігри в полях Господніх                         | At Play in the Fields of the Lord  |
| 17-та (1991) | Збігнев Прайснер               | Європа Європа                                  | Europa Europa                      |
| 18-та (1992) | Збігнев Прайснер               | Збиток                                         | Damage                             |
| 19-та (1993) | Збігнев Прайснер               | Три кольори: Синій                             | Three Colours: Blue                |
| 19-та (1993) | Збігнев Прайснер               | Таємничий сад                                  | The Secret Garden                  |
| 19-та (1993) | Збігнев Прайснер               | Олів'є, Олів'є                                 | Olivier, Olivier                   |
| 20-та (1994) | Говард Шор                     | Ед Вуд                                         | Ed Wood                            |
| 21-ша (1995) | Говард Шор                     | Мала принцеса                                  | A Little Princess                  |
| 22-га (1996) | Александр Деспла               | Розмальована вуаль                             | The Painted Veil                   |
| 22-га (1996) | Александр Деспла               | Королева                                       | The Queen                          |
| 23-тя (1997) | Філіп Ґласс                    | Кундун                                         | Kundun                             |
| 24-та (1998) | Еліот Голденталь               | Хлопчик-м'ясник                                | The Butcher Boy                    |
| 25-та (1999) | Марк Шейман                    | Південний парк: більший, довший, необрізаний … | South Park: Bigger, Longer & Uncut |

### 2000-ні роки
| Церемонія    | Композитор(и)                  | Фільм                                | Оригінальна назва                                 |
| ------------ | ------------------------------ | ------------------------------------ | ------------------------------------------------- |
| 26-та (2000) | Тан Дун                        | Тигр підкрадається, дракон ховається | 臥虎藏龍                                          |
| 27-ма (2001) | Говард Шор                     | Володар перснів: Хранителі Персня    | The Lord of the Rings: The Fellowship of the Ring |
| 28-ма (2002) | Елмер Бернстайн                | Далеко від раю                       | Far from Heaven                                   |
| 29-та (2003) | Бенуа Шаре                     | Тріо з Бельвіля                      | The Triplets of Belleville                        |
| 30-та (2004) | Майкл Джаккіно                 | Суперсімейка                         | The Incredibles                                   |
| 31-ша (2005) | Дзьо Хісайсі та Юмі Кімура     | Мандрівний замок Хаула               | Howl's Moving Castle                              |
| 32-га (2006) | Александр Деспла               | Розмальована вуаль                   | The Painted Veil                                  |
| 32-га (2006) | Александр Деспла               | Королева                             | The Queen                                         |
| 33-тя (2007) | Glen Hansard і Markéta Irglová | Одного разу                          | Once                                              |
| 34-та (2008) | Алла Ракха Рахман              | Мільйонер із нетрів                  | Slumdog Millionaire                               |
| 35-та (2009) | Боні Барнет і Стівен Брутон    | Божевільне серце                     | Crazy Heart                                       |

### 2010-ті роки
| Церемонія    | Композитор(и)                     | Фільм                           | Оригінальна назва           |
| ------------ | --------------------------------- | ------------------------------- | --------------------------- |
| 36-та (2010) | Александр Деспла                  | Примара                         | The Ghost Writer            |
| 36-та (2010) | Трент Резнор і Аттікус Росс       | Соціальна мережа                | The Social Network          |
| 37-ма (2011) | «Хімічні брати», гурт             | Ганна. Ідеальна зброя           | Hanna                       |
| 38-ма (2012) | Дан Ромер і Бен Цайтлін           | Звірі дикого Півдня             | Beasts of the Southern Wild |
| 39-та (2013) | Боун Барнет                       | Всередині Люїна Дейвіса         | Inside Llewyn Davis         |
| 40-ва (2014) | Джонні Ґрінвуд                    | Вроджена вада                   | Inherent Vice               |
| 40-ва (2014) | Mica Levi                         | Під шкірою                      | Under the Skin              |
| 41-iа (2015) | Картер Бервел                     | Аномаліза                       | Anomalisa                   |
| 41-iа (2015) | Картер Бервел                     | Керол                           | Carol                       |
| 42-га (2016) | «Джастин Гурвиць і Pasek and Paul | Ла-Ла Ленд                      | La La Land                  |
| 43-тя (2017) | Джонні Ґрінвуд                    | Примарна нитка                  | Phantom Thread              |
| 44-та (2018) | Ніколес Брітель                   | Якби Біл-стріт могла заговорити | If Beale Street Could Talk  |
| 45-та (2019) | Ден Леві                          | Я втратила своє тіло            | J'ai perdu mon corps        |